# Carlo Zammit Lonardelli
Carlo Zammit Lonardelli (Birkirkara, 19 de abril de 2001) es un futbolista maltés que juega en la demarcación de delantero para el Floriana FC de la Premier League de Malta.

## Selección nacional
Tras jugar en las categorías inferiores de la selección, finalmente hizo su debut con la selección absoluta de Malta el 21 de marzo de 2024 contra Eslovenia en un partido amistoso que finalizó con un resultado de empate a dos tras los goles de Andraž Šporar y Benjamin Šeško para Eslovenia, y de Matthew Guillaumier y Stephen Pisani para Malta.

## Clubes
| Club                    | País    | Año       | Partidos | Goles |
| ----------------------- | ------- | --------- | -------- | ----- |
| Birkirkara FC           | Malta   | 2018-2020 | 2        | 0     |
| NK Zrinski Osječko 1664 | Croacia | 2020      |          |       |
| Fidelis Andria 2018     | Italia  | 2020-2021 | 3        | 0     |
| Arzachena (cedido)      | Italia  | 2021      | 0        | 0     |
| Sirens FC               | Malta   | 2021-2022 | 27       | 2     |
| Floriana FC             | Malta   | 2022-     | 80       | 8     |